# 솔로몬 왕의 보고
《솔로몬 왕의 보고》(King Solomon's Mines)는 미국에서 제작된 콤프턴 베넷, 앤드루 마턴 감독의 1950년 모험, 멜로/로맨스 영화이다. 데버러 카, 스튜어트 그레인저 등이 주연으로 출연하였고 샘 짐벌리스트 등이 제작에 참여하였다.

## 출연

### 주연
- 데버러 카 - 엘리자베스 커티스 역
- 스튜어트 그레인저 - 앨런 쿼터메인 역

### 조연
- 리처드 칼슨 - 존 구드 역
- 휴고 하스
- 로웰 길모어
- 키무르시
- 시리아크
- 세카리옹고
- 바지가
- 문토 아남피오
- 존 배너
- 헨리 롤런드

## 제작진
- 의상: 월터 플렁킷